# Método lógico-histórico
El método lógico-histórico, denominado así por Ronald L. Meek, es una interpretación de la crítica de la economía política de Karl Marx en la que el desarrollo de las categorías económicas simples, como mercancías; a más generales, como la forma de valor, el dinero y el capital; sigue un orden lógico que reflejaba de forma abstracta el surgimiento histórico de estas categorías. 
"Las condiciones en las cuales producen e intercambian productos los hombres son diversas de un país a otro, y en cada país lo son de una generación a otra. La economía política no puede, por tanto, ser la misma para todos los países y para todas las épocas históricas. [...] La economía política es, por tanto, esencialmente una ciencia histórica".
Esta interpretación ha sido aceptada durante mucho tiempo en el marxismo, remontándose desde Friedrich Engels, pero actualmente es objeto de controversia.

## Explicación

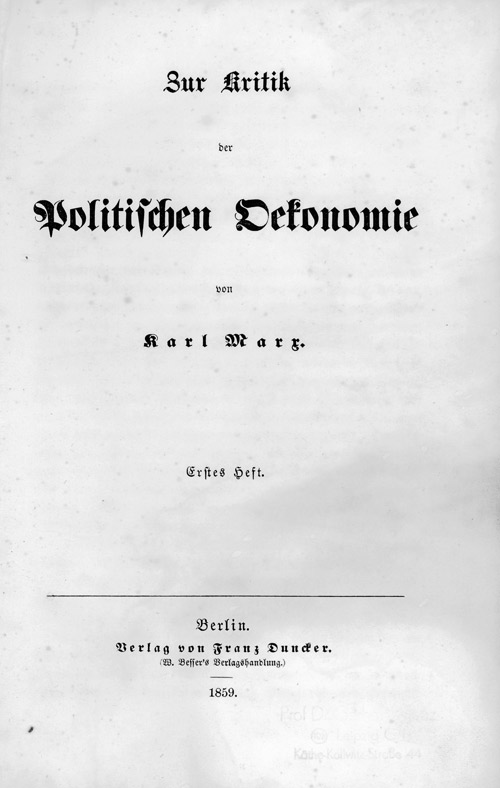
Una contribución a la crítica de la economía política (1859).

Después de la publicación del primer número Una contribución a la crítica de la economía política de Karl Marx en 1859, su colaborador Friedrich Engels escribió una reseña para Das Volk, el periódico de la Asociación Alemana de Educación de los Trabajadores en Londres. Marx había recurrido a Engels sobre esto. Se suponía que Engels escribiría “[brevemente] sobre el método y las novedades del contenido”. La reseña se divide en dos partes y una tercera que "se proponía ofrecer un análisis del contenido económico del libro" pero "no apareció impresa debido a que el periódico fue suspendido" y "el manuscrito no se ha encontrado".

En la primera parte de la reseña, Engels analiza la visión de Marx de la historia. En la segunda parte, Engels se dedica al método de representación. Primero se dirige a Georg Wilhelm Friedrich Hegel y su dialéctica. Aunque la dialéctica de Hegel es un método científico, lamentablemente es idealista y especulativo. "Marx era y es el único que podía entregarse a la labor de sacar de la lógica hegeliana la médula que encierra los verdaderos descubrimientos de Hegel en este campo, y de restaurar el método dialéctico despojado de su ropaje idealista, en la sencilla desnudez donde aparece como la única forma exacta del desarrollo del pensamiento". Engels no escribió cuál era la "médula" de la lógica hegeliana. Sin embargo, describió cómo Marx organizó las categorías en su presentación:
"Aun el método descubierto de acuerdo con la crítica de la Economía Política podía acometerse de dos modos: el histórico o el lógico. Como en la historia, al igual que en su reflejo literario, las cosas se desarrollan también, a grandes rasgos, desde lo más simple hasta lo más complejo, el desarrollo histórico de la literatura sobre Economía Política brindaba un hilo natural de engarce para la crítica, pues, en términos generales, las categorías económicas aparecerían aquí por el mismo orden que en su desarrollo lógico. Esta forma presenta, aparentemente, la ventaja de una mayor claridad, puesto que en ella se sigue el desarrollo real de las cosas, pero en la práctica lo único que se conseguiría, en el mejor de los casos, sería hacerla más popular. La historia se desarrolla con frecuencia a saltos y en zigzags, y habría que seguirla así en toda su trayectoria, con lo cual no sólo se recogerían muchos materiales de escasa importancia, sino que habría que romper muchas veces la ilación lógica. Además la historia de la Economía Política no podría escribirse sin la de la sociedad burguesa, con lo cual la tarea se haría interminable, ya que faltan todos los trabajos preparatorios. Por tanto, el único método indicado era el lógico. Pero éste no es, en realidad, más que el método histórico, despojado únicamente de su forma histórica y de las contingencias perturbadoras. Allí donde comienza esta historia debe comenzar también el proceso discursivo, y el desarrollo ulterior de éste no será más que la imagen refleja, en forma abstracta y teóricamente consecuente, de la trayectoria histórica; una imagen refleja corregida, pero corregida con arreglo a las leyes que brinda la propia trayectoria histórica; y así, cada factor puede estudiarse en el punto de desarrollo de su plena madurez, en su forma clásica".
Durante la elaboración del Volumen tomo I de El Capital, Engels aconsejó a Marx en usar ejemplos históricos para ilustras sus teorías económicas:
"[L]os filisteos no están acostumbrados a esta forma de pensamiento abstracto, y ciertamente no permitirán que la forma de valor los atormente. A lo sumo, los conocimientos adquiridos aquí podrían apoyarse en más ejemplos históricos, para hacer la prueba de la historia sobre él, por así decirlo, aunque ya has dicho lo necesario".
En una sinopsis de El capital que Engels realizó para The Fortnightly Review sostiene que "la transición de una categoría a otra no es un capricho de la razón, sino el reflejo del proceso histórico real del desarrollo".
"Siguiendo el orden de la exposición de Marx, muestra cómo, En el curso del desarrollo histórico, el capital surgió sobre la base de la producción de mercancías, cómo subordinaba a sí misma la totalidad de la producción, cómo la simple cooperación fue reemplazada por la manufactura y esto, a su vez, por producción de máquinas".
Como respuesta al problema de la transformación, Engels concluyó que antes del capitalismo existía lo que denomina producción mercantil simple. Esto es lo que escribió en su apéndice al tercer libro de El Capital en 1895:
"En pocas palabras: la ley marxiana del valor tiene vigencia general en la medida en que tienen vigencia las leyes económicas durante todo el período de la producción mercantil simple, es decir hasta el momento en que esta experimenta una modificación por el establecimiento de la forma capitalista de producción".
También se utilizan más pruebas la cita de Marx:
“Por lo tanto, el intercambio de mercancías a sus valores o aproximadamente a sus valores requiere un estadio muy inferior que el intercambio a precios de producción, para el cual es necesario determinado nivel de desarrollo capitalista... Aun prescindiendo del hecho de que los precios y su movimiento son regidos por la ley del valor, es totalmente apropiado considerar los valores de las mercancías no sólo teóricamente, sino también históricamente, como el prius [lo previo, el antecedente] de los precios de producción.“
En este sentido, Marx habría continuado las ideas correspondientes de Hegel.
"Siguiendo esta idea, sostengo ahora que la sucesión de los sistemas de la filosofía en la historia es la misma que la sucesión en la derivación lógica de las definiciones de la idea. Sostengo que si se despoja a los conceptos básicos de los sistemas que han aparecido en la historia de la filosofía puramente en lo que concierne a su diseño externo, su aplicación a lo particular, etc., entonces se obtienen las diversas etapas de la determinación de la idea. mismo en su concepto lógico. Por el contrario, si tomamos la progresión lógica por sí sola, tenemos la progresión de los fenómenos históricos según sus momentos principales; - pero, por supuesto, hay que saber reconocer estos conceptos puros en lo que contiene la figura histórica".
Esta interpretación de la obra de Marx no fue controvertida durante mucho tiempo tanto en el marxismo ortodoxo, como en el marxismo-leninismo y el marxismo occidental. Como resume el economista marxista Ernest Mandel:
"De la misma manera que el plusvalor y el capital surgen lógicamente de un análisis del valor y del valor de cambio, así también el modo capitalista de producción surge históricamente del crecimiento de la producción de mercancías: sin la producción simple de mercancías el capitalismo no puede empezar a existir."

## Crítica

### Desacuerdos con Marx
La consideración del valor como previo a los precios de producción plantea la posibilidad de que también existía antes la división del trabajo, lo cual contradice la solución de Marx al problema de la transformación, la cual "los valores no transformados se modifican en respuesta a una división del trabajo desarrollada, que no existía, histórica y lógicamente, en el momento en que existían los valores".
Cuando los manuscritos de Marx del tomo III de El capital estuvo disponible en 1993 como parte del Marx-Engels-Gesamtausgabe (MEGA) Michael Heinrich notó que "Engels hizo modificaciones significativas", por lo que "toda discusión futura de la teoría económica de Marx tendrá que referirse al manuscrito original de Marx".
Actualmente esta interpretación ha sido criticada por ser inconsistente en con la crítica económica de Marx. Mario L. Robles Báez señala que Marx en Una contribución a la crítica de la economía política se refiere sarcásticamente a tal sociedad como “el paradise lost de la burguesía, en el cual los hombres aún no se hallaban enfrentados entre sí como capitalistas, asalariados, terratenientes, arrendatarios, usureros, etc., sino simples productores e intercambiadores de mercancías”. Las mercancías "en cuanto la forma predominante de la apropiación, sólo pertenecen al período burgués de la producción" y la ley del valor "presupone la sociedad de la gran producción industrial y de la libre competencia, es decir de la sociedad burguesa moderna” .
También en primer tomo de El capital señala que el "valor" es una relación social histórica. Marx dice que la "forma dineraria" de la mercancía como desarrollo de la "forma simple del valor" ya se encontraba en Aristóteles, aunque carecía del concepto de "valor" al no creer "que cosas tan heterogéneas sean conmensurables" porque "la sociedad griega se fundaba en el trabajo esclavo y por consiguiente su base natural era la desigualdad de los hombres y de sus fuerzas de trabajo". Es en la época de Marx cuando la producción y el intercambio de mercancías "ya habían adquirido la estabilidad de las formas naturales y autocomprendidas de la vida social" y "el tiempo de trabajo socialmente necesario para la producción de los mismos se impone de modo irresistible como ley natural reguladora, tal como por ejemplo se impone la ley de la gravedad cuando a uno se le cae la casa encima".

Aunque Marx en los Grundrisse muestra cómo pensaba sobre el método a elegir que al comienzo de su obra Contribución de 1859 apenas explicó el método elegido. Dice Marx:
“La más simple de las relaciones económicas, digamos el valor de cambio, presupone la población, una población que produce dentro de determinadas relaciones; y presupone también un cierto tipo de familia, de comunidad o de Estado, etc. No puede existir nunca fuera de la relación abstracta unilateral de un concreto vivo y ya dado”.
Se ha señalado que la estructura de Marx no es necesariamente secuencia lógica de los conceptos seguida de su evolución histórica, e incluso "la presentación teórica y el desarrollo histórico avanzan en direcciones opuestas". Además, salvo por la acumulación originaria, Marx presenta casos históricos como ejemplos ilustrativos. 

Otros autores como Ben Burgis defienden la interpretación histórica como también presente en Marx. Holger Wendt muestra que hay largos pasajes en los que Marx transmite juntos el desarrollo lógico e histórico.
"En realidad, el proceso del cambio de mercancías no surge inicialmente dentro de las comunidades primitivas, sino en sus márgenes, en sus fronteras, en los raros puntos donde ellas entran en contacto con otras comunidades. Es allí donde comienza el trueque y de donde penetra luego en el interior de la comunidad, ejerciendo una influencia desintegradora sobre ella. De ahí que los valores de uso particulares, que en el proceso de trueque entre diversas comunidades devienen mercancías -v. gr., esclavos, ganado, metales-, constituyan en la mayoría de los casos el primer dinero dentro de la propia comunidad."
"También las categorías económicas antes consideradas llevan la señal de la historia. En la existencia del producto como mercancía están embozadas determinadas condiciones históricas. [...] Si hubiéramos proseguido nuestra investigación y averiguado bajo qué circunstancias todos los productos o la mayor parte de ellos adoptan la forma de la mercancía, habríamos encontrado que ello no ocurre sino sobre la base de un modo de producción absolutamente específico, el modo de producción capitalista. Esa investigación, empero, es extraña al análisis de la mercancía. Pueden existir producción y circulación mercantiles aunque la parte abrumadoramente mayor de los productos se destine directamente al consumo de los productores mismos, no se transforme en mercancía; aunque, pues, el proceso social de producción no esté regido todavía, en toda su extensión y profundidad, por el valor de cambio. La presentación del producto como mercancía implica una división del trabajo tan desarrollada dentro de la sociedad, como para que se consume la escisión entre valor de uso y valor de cambio, iniciada apenas en el comercio directo de trueque. Esa etapa de desarrollo, sin embargo, es común a las formaciones económico-sociales históricamente más diversas."
En defensa de Engels, Wendt se cuestiona: "¿Cómo es posible que no se diera cuenta de que su amigo Friedrich Engels tenía puntos de vista completamente diferentes a los suyos?" En cualquier caso, el propio Marx no contradijo la reseña de Engels; sin embargo, ambos a menudo se criticaban suavemente. Además, Marx nunca citó la reseña, ni siquiera en contextos relevantes, como en el epílogo de la segunda edición del primer tomo de El capital.

### Críticos en estados socialistas
El teórico soviético Isaak Rubin (1886-1937) ya criticó la interpretación histórica de Engels. Rubin vio la presentación dialéctica de Marx de las categorías que representan ciertas formas de riqueza social como una forma de justificación científica: Marx derivó categorías más complejas a partir de categorías más simples y mostró cómo las categorías estaban necesariamente relacionadas entre sí.
El propio Marx ya había alentado a que su método fuera interpretado demasiado históricamente: determinó la categoría de obra abstracta en parte de manera fisiológica; Por tanto, esta categoría se interpreta como si denotara algo que existe en todas las formaciones sociales. Rubin, por el contrario, enfatizó que la obra abstracta es una forma histórica específica en la que se establece una conexión social entre obras concretas. Para ser más preciso, Rubin distinguió entre trabajo fisiológicamente igual, trabajo socialmente equiparado y trabajo abstracto.
Rubin interpretó cómo Marx desarrolló la categoría de dinero no como una historia abstracta de los orígenes del dinero, sino como un desarrollo posterior de las categorías. Al enfatizar que el trabajo abstracto y el dinero están necesariamente vinculados, Rubin se distinguió de muchos otros intérpretes de la teoría del valor y el dinero de Marx, según quienes el trabajo abstracto podría existir históricamente antes y lógicamente independientemente del dinero, incluso si Rubin no lo criticara explícitamente.
Según Rubin, al examinar la circulación simple de mercancías y dinero, Marx analizó un momento del modo de producción capitalista en un nivel relativamente abstracto. Los productores de valor y de mercancías están determinados de manera especial; estas disposiciones presupondrían que hay clases. Además, según Rubin, estas determinaciones reaparecieron más tarde en categorías más complejas o niveles de representación más concretos: las relaciones entre productores tomaron la forma de dinero, capital, salarios y ganancias. Las categorías correspondientes son, por tanto, versiones lógicas de la categoría de valor. Por lo tanto, Rubin no vio el análisis de la circulación simple como un esbozo abstracto de una época histórica en la que prevalecía la producción de mercancías simples. Rubin se diferenciaba explícitamente de la interpretación de Engels, según la cual las categorías de valor y precio representaban cada una de ellas diferentes épocas históricas que se sucedían. Rubin admitió que el propio Marx había favorecido tal interpretación con pasajes según los cuales "los valores de las mercancías deben considerarse no sólo teóricamente sino históricamente como el prius de los precios de producción". Sin embargo, Rubin vio un contraste entre Engels y Marx. En 1895, en su artículo Ley del valor y tasa de beneficio en Die Neue Zeit, Engels afirmó que la ley del valor era plenamente válida en una sociedad precapitalista de producción de mercancías simples, pero en una sociedad capitalista en la que la forma precio no se no reflejan adecuadamente en el valor, la ley del valor ya no se aplica por completo. Rubin respondió que Marx ya había descubierto y criticado tales mitos en la economía política clásica. Rubin señaló cómo Marx había tratado a Robert Torrens (1780-1864) y su crítica a la defensa de David Ricardo (1772-1823) de la ley del valor en las Teorías sobre la plusvalía. Para resolver la tensión, Rubin se refirió al capítulo de métodos de la introducción de Una contribución a la crítica de la economía política. En lugar de interpretar las categorías como directamente empíricas, según Rubin, la categoría de valor del primer volumen de Das Kapital y la categoría de precio de producción del tercer volumen pertenecen a la misma teoría de la economía capitalista; Sin embargo, las dos categorías están en niveles diferentes: la categoría de valor en un nivel más abstracto, la categoría de precio de producción en un nivel concreto de representación. Según Rubin, las categorías más simples existían "sólo como una relación abstracta y unilateral con un todo vivo, concreto y ya dado".
Las condiciones para problematizar la relación entre Marx y Engels eran desfavorables bajo Iósif Stalin (1878-1953). Rubin, por ejemplo, fue víctima de las purgas. Tiempo después de la muerte de Stalin en la década de setenta hubo una controversia en la Universidad Lomonosov de Moscú en la que el investigador Vladimir Petrovic Schkredov, que recibió a Rubin y también trató las obras de Hans-Georg Backhaus en sus seminarios, cuestionó la lectura histórica. Según Schkredov, al comienzo de El capital, Marx se ocupa de un intercambio capitalista de bienes de forma directa y abstracta y no de una producción mercantil simple precapitalista, como decía su oponente N. Chessin. También investigadores de la RDA retomaron este debate y criticaron la lectura histórica de Engels, como Wolfgang Jahn (1922-2001) y Rolf Hecker (1953), que se reflejó en varias contribuciones de investigación.

### Críticos japoneses
En Japón, la cuestión de la relación Marx-Engels se ha discutido desde el período posterior a la Segunda Guerra Mundial. Sekisuke Mita (1906-1975) cuestionó la interpretación lógico-histórica. Según Mita, Marx se basó en un método analítico que pertenecía a la economía política clásica y le añadió un método dialéctico de desarrollo.
Según Kan'ichi Kuroda (1927-2006), el desarrollo teórico de Kozo Uno (1897-1977) es incompatible con la interpretación de que Marx se ocupó de producción de mercancías simples al comienzo de El capital. Uno retomó el trabajo teórico de Marx y lo modificó. Lo característico del propio trabajo teórico de Uno fue que quería distinguir claramente tres niveles, a saber, una sociedad capitalista pura, diferentes etapas históricas del capitalismo (mercantilismo, liberalismo, imperialismo) y el estudio de una sociedad capitalista específica en un momento específico. Uno también quería separar claramente en teoría la circulación, la producción y la distribución. Uno inició la presentación de la sociedad capitalista pura con la circulación, en la que sólo se debían tratar las formas de circulación; Por consiguiente, la producción o el trabajo abstracto debe presentarse más tarde como sustancia de valor de la mercancía.

### Estructuralismo francés
Louis Althusser (1918-1990) vio El capital como un análisis de las estructuras básicas del modo de producción capitalista y no como un trabajo histórico-empírico; rechazó la interpretación de que Marx representaba un método lógico-histórico. Althusser escribe que Marx en los Grundrisse muestra que "el proceso de creación de un objeto real [...] tiene lugar y se realiza completa y exclusivamente en lo real [...], el proceso de creación del objeto de conocimiento, en cambio, tiene lugar entera y exclusivamente en el pensamiento, según una ley diferente, en la que las categorías imaginarias, que reproducen las categorías reales, no tienen el mismo estatuto que en la licitud del desarrollo histórico real, sino que tienen un estatuto que les es conferido por la función en el proceso de creación del objeto de la cognición".
Jacques Rancière (1940) criticó las lecturas historizantes más explícitamente que Althusser. Rancière interpretó el comienzo de El capital de tal manera que Marx presuponía condiciones capitalistas en su análisis. Marx no quería ocuparse de las propiedades especiales de cada mercancía, sino más bien analizar la forma mercancía como la forma más simple de la economía capitalista; A partir de esta forma se pueden abrir o comprender otras formas de riqueza.
Criticó explícitamente la interpretación de Engels de la ley del valor. Según Rancière, la categoría de valor y la de precio o las categorías “plusvalía” y “ganancia” se encuentran en niveles teóricos diferentes. A diferencia de la categoría de precio y beneficio, nada corresponde empíricamente directamente a la categoría de valor y plusvalía; Sin embargo, la esencia y su apariencia existen al mismo tiempo y se relacionan entre sí mediante conceptos. La forma de ganancia es la manifestación de la plusvalía, pero no perturbada; La ley del valor sólo se afirma plenamente en condiciones capitalistas y aparece en los movimientos de precios. Engels consideró erróneamente las abstracciones como algo que correspondía a algo histórico que podía determinarse directamente empíricamente e interpretó en ellas una secuencia temporal; Como Engels pasó por alto cómo estaban mediadas la esencia y la apariencia, transfirió la ley del valor plenamente válida a los tiempos precapitalistas. En este contexto, Rancière señala que Marx ya había criticado a Adam Smith (1723-1790) por esta proyección. Según Rancière, Engels estaba tratando de interpretar la teoría de Marx de tal manera que no se volviera tan irrazonablemente abstracta como las teorías de David Ricardo. Pero el propio Marx ya había criticado a Ricardo en Teorías sobre la plusvalía por no abstraerse lo suficiente de lo empírico.

### Nueva lectura de Marx
Los representantes de la Nueva lectura de Marx, que ven a Rubin como su precursor, interpretan la presentación de Marx de forma lógica y sistemática. En consecuencia, Marx quiere principalmente examinar las estructuras del sistema capitalista en varios niveles de abstracción, pero no quiere representar los procesos históricos de una manera abstracta. No niegan que lo histórico desempeñe un papel en El capital, sino que determinan el estatus de lo histórico de manera diferente. Si bien las categorías tienen un cierto contenido histórico, el orden de lo histórico no determina el orden en que se presentan las categorías; En cierto modo, las categorías determinan los pasajes históricos: sólo después de que la categoría de capital haya sido desarrollada teóricamente se puede decidir sobre esta base qué procesos históricos son relevantes. Además, la representación del sistema aborda ciertas dinámicas históricas que surgen de las estructuras y se desarrollan en la sociedad capitalista, como las luchas de clases. Finalmente, los pasajes históricos limitan o complementan la presentación lógico-sistemática. Es cierto que Marx presenta el sistema capitalista como algo basado en presuposiciones y que reproduce sus propias presuposiciones, pero para explicar en qué se han convertido estas presuposiciones se requiere una representación histórica. Si el análisis lógico fuera en última instancia histórico, entonces, según el argumento de los nuevos lectores de Marx, ya no se podría distinguir entre la representación dialéctica, que debe complementarse con representaciones históricas, y una representación histórica. Marx señaló la diferencia en el llamado Urtext de Contribución a la crítica de la economía política. Se ocupó de la transición del dinero al capital. Al hacerlo, distinguió la representación dialéctica de las categorías del proceso histórico en el que surgió el trabajador doblemente libre y enfatizó que "la forma dialéctica de representación sólo es correcta si conoce sus límites". Sólo Marx al final de El capital trató la llamada acumulación original para esbozar el surgimiento histórico del trabajador doblemente libre.
Algunos representantes sostienen que incluso si lo lógico y lo histórico a veces van paralelos, eso no importa. Para comprender y justificar cómo las diversas formas económicas que forman parte del conjunto de la sociedad capitalista están necesariamente interrelacionadas y cómo se reproduce esta totalidad, se requiere un análisis estructural, ya que no se puede lograr este objetivo epistémico estudiando la génesis histórica.
Según Heinz-Dieter Kittsteiner (1942-2008), la correspondencia entre Marx y Engels demuestra que la reseña de Engels fue sólo "producto de la vergüenza". Marx instó a Engels y Engels finalmente aceptó, aunque señaló que no era lo suficientemente capaz para ello. Engels no discutió algunos puntos que Marx consideraba particularmente importantes. Engels malinterpretó en parte a Marx porque se comportó de manera diferente con respecto a la filosofía de Hegel y entendió algo diferente acerca de lo que significaba construir críticamente sobre Hegel; por lo tanto, desarrolló una comprensión diferente de la ciencia como sistema. Además, en 1858 el propio Marx aún no estaba seguro de cómo combinar representaciones dialécticas e históricas. Sin embargo, el manuscrito de Urtext finalmente muestra una separación más clara. Kittsteiner rastrea además a qué condujo la lectura de Engels: una derivación pragmática del dinero, una interpretación de que los primeros tres capítulos de El capital trataban de un período de producción de mercancías simples y una interpretación histórica de lo que Marx llamó la inversión de las leyes de apropiación. Con esto último, Engels proporcionó involuntariamente plantillas con las que los economistas marxista-leninistas de los estados socialistas reales habrían creado posteriormente construcciones teóricas defectuosas, a saber, ciertos conceptos de producción socialista de mercancías.
Holger Wendt criticó la Nueva Lectura y argumenta que: “El mito de que el análisis de la forma del valor sólo se ocupa de la producción capitalista de mercancías ya desarrollada se contradice con el hecho de que Marx lo refiere explícitamente a las condiciones precapitalistas en todas las versiones publicadas”. Por ejemplo, "la génesis del dinero a partir del desarrollo histórico del trueque precapitalista". Wendt cuestiona el planteamiento de la Nueva Lectura donde primero "describe su punto de vista utilizando citas de Marx, algunas de las cuales se interpretan de manera aventurera" para luego admitir que "hay referencias en los escritos de Marx que contradicen su punto de vista".